# Язбина Цветлинська
Язбина Цветлинська (хорв. Jazbina Cvetlinska) — населений пункт у Хорватії, в Вараждинській жупанії у складі громади Бедня.

## Населення
Населення за даними перепису 2011 року становило 337 осіб.
Динаміка чисельності населення поселення:

## Клімат
Середня річна температура становить 9,52 °C, середня максимальна – 23,40 °C, а середня мінімальна – -6,27 °C. Середня річна кількість опадів – 1077 мм.
| Клімат поселення                              | Клімат поселення | Клімат поселення | Клімат поселення | Клімат поселення | Клімат поселення | Клімат поселення | Клімат поселення | Клімат поселення | Клімат поселення | Клімат поселення | Клімат поселення | Клімат поселення | Клімат поселення |
| Показник                                      | Січ.             | Лют.             | Бер.             | Квіт.            | Трав.            | Черв.            | Лип.             | Серп.            | Вер.             | Жовт.            | Лист.            | Груд.            |                  |
| Середній максимум, °C                         | 5,49             | 7,06             | 11,01            | 15,14            | 20,12            | 23,40            | 22,50            | 21,88            | 17,94            | 12,90            | 7,56             | 4,01             |                  |
| Середня температура, °C                       | −0,41            | 1,18             | 5,14             | 9,25             | 14,24            | 17,51            | 19,25            | 18,62            | 14,69            | 9,64             | 4,29             | 0,76             |                  |
| Середній мінімум, °C                          | −6,27            | −4,69            | −0,74            | 3,38             | 8,36             | 11,64            | 15,98            | 15,37            | 11,44            | 6,39             | 1,05             | −2,48            |                  |
| Норма опадів, мм                              | 50               | 55               | 75               | 83               | 92               | 125              | 111              | 106              | 101              | 102              | 100              | 77               |                  |
| Середньомісячна швидкість вітру, м/с          | 1.84             | 2.04             | 2.38             | 2.40             | 2.29             | 2.03             | 1.94             | 1.79             | 1.80             | 1.88             | 1.97             | 1.96             |                  |
| Середньомісячна сонячна радіація, кДж/м²·день | 4131             | 6841             | 10505            | 14747            | 18726            | 20553            | 21180            | 18389            | 13672            | 8596             | 4617             | 3279             |                  |
| --------------------------------------------- | ---------------- | ---------------- | ---------------- | ---------------- | ---------------- | ---------------- | ---------------- | ---------------- | ---------------- | ---------------- | ---------------- | ---------------- | ---------------- |
| Джерело:                                      |                  |                  |                  |                  |                  |                  |                  |                  |                  |                  |                  |                  |                  |